# Cleistanthus patulus
Cleistanthus patulus là một loài thực vật có hoa trong họ Diệp hạ châu. Loài này được (Roxb.) Müll.Arg. mô tả khoa học đầu tiên năm 1866.